# アメリカンスピリット

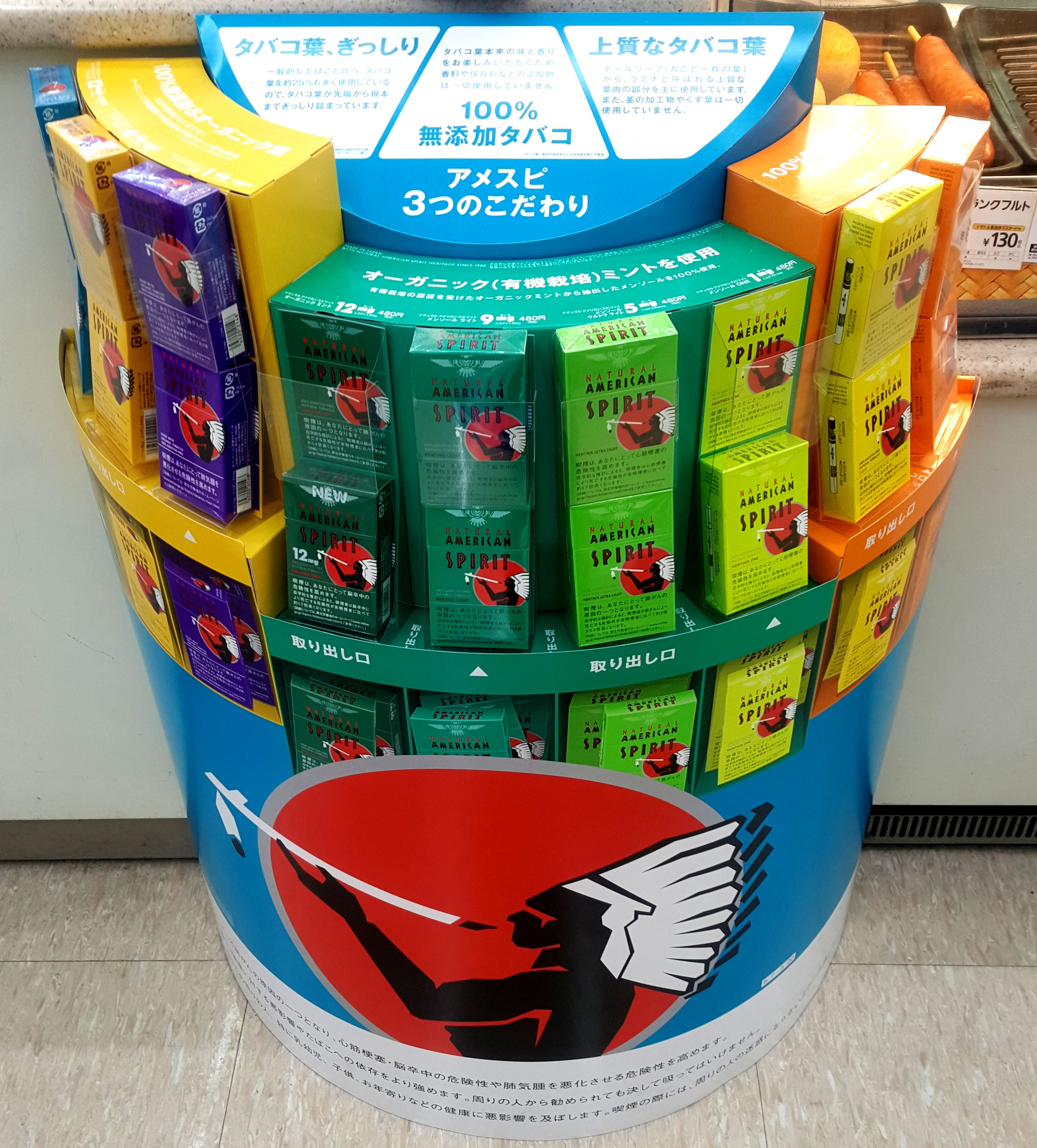
アメリカンスピリットの販促広告（2018年）

ナチュラルアメリカンスピリット（Natural American Spirit）は、アメリカ合衆国ニューメキシコ州サンタフェにある、サンタフェナチュラルタバコ社によって製造されるたばこ製品。通称「アメスピ」。同社は1982年に設立され、1991年にナチュラルアメリカンスピリットの販売を開始し、2002年にレイノルズ・アメリカン社によって取得され、現在は独立子会社となった。米国では10種類の紙巻タバコと、4種類の手巻きタバコが販売されている。
日本においては、日本たばこ産業が輸入し、株式会社トゥルースピリットタバコカンパニーが販売を行っているが、2017年10月以降は原材料のたばこ葉のみを輸入し、製造もJTの自社工場（日本製に移行）で行うようになっている。

## 概要
アメリカンスピリットは、香料や保存料等が使用されていない「100%無添加のたばこ」である。
巻紙に燃焼促進剤が配合されていないため、他銘柄の紙巻たばこよりもやや火がつきにくい。中には、農薬を使わないで育てているタバコ葉を使用しているものもある。
しかしニコチンやタール等は、他のタバコと同様に含まれており、無添加だからといって体に害がないというわけではない。なお、スタンダード3種（レギュラー、ライト、ウルトラライト）とメンソール2種は、フィルターの違いのみで味を変えており、中身の葉は同じである。ペリックは、ウイスキーの樽に漬け込んで、加圧・発酵した「ペリック葉」を使用している。2015年に発売されたターコイズとゴールドはUSDA（アメリカ合衆国農務省）の認証を受けたオーガニック（有機栽培）のタバコ葉のみを使用している。
アメリカンスピリットから得られた一部の収益は、『サンタフェ ナチュラル タバコ基金』として、ネイティブ・アメリカンの自給自足、言語や文化の保護と更なる発展、促進の為、ネイティブ・アメリカンの子供たちへの教育プログラムや芸術興隆の為に使われている。（出典:ブランドサイト（TOP >> OUR STORY >> IDENTITY））

## 製品一覧

### 日本での現行製品のタイプとデザイン
パッケージは2005年の前面警告文の導入時にロゴとマークが小さくなっていたが、2013年5月にオーガニックを除く全銘柄で、2013年9月にオーガニックでマークを右側に寄せて、ロゴとマークを大きくするリニューアルを行っている。その後2014年11月にライトとメンソール2種をボックス化し、メンソール・ワンとペリックとオーガニックを除く全銘柄のパッケージカラーを修正し、銀紙からアルミ不使用の特殊加工紙に変更している。

廃止銘柄
※価格は2016年6月1日時点

## 参考元
翻訳/ en:Natural American Spirit 23:16, 2 June 2006 の版。 
Authors/ en:user:CyborgTosser, en:user:Mechrobioticon, en:user:Renminbi, en:user:ElectricEye, en:user:64.171.224.83 et al.